# Naked (canção de Ava Max)
"Naked" é uma canção da cantora norte-americana Ava Max, gravada para seu álbum de estreia Heaven & Hell (2020). Foi lançada pela Atlantic Records como oitavo single do álbum em 18 de setembro de 2020.

## Antecedentes e lançamento
Em 17 de setembro de 2020, Max anunciou que um videoclipe para a música seria lançado ao lado do álbum à meia-noite. A canção é sobre vulnerabilidade numa relação e como ninguém a conhecerá verdadeiramente no fundo.
Em entrevista à Amazon Music, Max confirmou que uma versão acústica da música será lançada para plataformas de streaming.

## Videoclipe
O videoclipe de "Naked" foi dirigido por Hannah Lux Davis, e lançado em 18 de setembro de 2020, acompanhando o lançamento do álbum. O vídeo mostra Max dançando sozinha com roupas íntimas, intercalando cenas com cabelos loiros e laranjas, como a capa do álbum.